# Samtgemeinde Landesbergen
La comunità amministrativa di Landesbergen (Samtgemeinde Landesbergen) si trovava nel circondario di Nienburg/Weser nella Bassa Sassonia, in Germania. A partire dal 1º novembre 2011 è stata unificata nella Samtgemeinde Mittelweser.

## Suddivisione
Comprendeva 4 comuni:
1. Estorf
2. Husum
3. Landesbergen
4. Leese

Il capoluogo era Landesbergen.